# The Rolling Stones. Да будет свет
«The Rolling Stones. Да будет свет» (англ. Shine a Light) — вышедший в 2008 году документальный фильм Мартина Скорсезе, в котором показан концерт рок-н-ролльной группы The Rolling Stones, сыгранный в рамках тура «A Bigger Bang Tour» 2005—2007 годов. Фильм назван по песне группы, входящей в альбом Exile on Main St. В апреле 2008 года был выпущен также альбом с одноимённым саундтреком.
Скорсезе снимал The Rolling Stones в нью-йоркском «Beacon Theater» в течение двух вечеров — 29 октября и 1 ноября 2006 года, но в фильм в итоге оказались включены только съёмки второго концерта. Фильм начинается с эпизодов, показывающих подготовку к концерту, а сам концерт перемежается архивными документальными кадрами и отрывками из интервью разных лет с участниками группы. На шоу присутствуют различные политики и звезды шоу-бизнеса, в числе которых бывший президент США Билл Клинтон, его супруга Хиллари Клинтон и бывший президент Польши Александр Квасьневский. В качестве специальных гостей в концерте участвуют Джек Уайт, Кристина Агилера и Бадди Гай.
Первоначально премьера фильма была запланирована на 21 сентября 2007 года, но «Paramount Classics» отложила его выход до апреля 2008 года. На DVD фильм вышел 29 июля 2008 года.

## Список песен
Все песни, кроме отмеченных отдельно, сочинены Миком Джаггером и Китом Ричардсом.

### Основные песни
1. Jumpin' Jack Flash
2. Shattered
3. She Was Hot
4. All Down the Line
5. Loving Cup (с участием Джека Уайта)
6. As Tears Go By (Джаггер/Ричардс/Олдэм)
7. Some Girls
8. Just My Imagination (Норман Уитфилд[англ.], Барретт Стронг)
9. Faraway Eyes
10. Champagne & Reefer (Мадди Уотерс) (с участием Бадди Гая)
11. Tumbling Dice
12. представление участников группы
13. You Got the Silver (исполняет Кит Ричардс)
14. Connection (прерывается кадрами из интервью 1999 года; исполняет Кит Ричардс)
15. Sympathy for the Devil
16. Live With Me (с участием Кристины Агилеры)
17. Start Me Up
18. Brown Sugar
19. (I Can’t Get No) Satisfaction
20. Shine a Light (обрывается; только аудиотрек)

### Дополнительные песни
Акустические версии песен, которые используются в качестве подкладки под финальные титры.
- Wild Horses
- Only Found Out Yesterday (Ричардс)

### Бонусы (включены в DVD)
- Undercover of the Night
- Paint It Black
- Little T & A (исполняет Кит Ричардс)
- I’m Free